# Bentley Dean
Bentley Dean és un director, productor, cinematògraf i cineasta australià, conegut per les seves col·laboracions amb Martin Butler a Contact (2010), First Footprints (2013), Tanna (2015) i A Sense of Self (2016), les quals ser aclamades per crítics. Per Tanna va estar nominat a l'Oscar a la millor pel·lícula de parla no anglesa a la 89ena edició.

## Filmografia
- 2016: A Sense of Self (documental)
- 2015: Tanna
- 2015: Call Me Dad (documental)
- 2013: First Footprints (documental)
- 2010: Contact (documental)
- 2008: A Well-Founded Fear (documental)
- 2007: The Siege (documental)
- 2004: The President Versus David Hicks

## Premis
| Premi                                     | Categoria                             | Nominat(s)                                    | Resultat  | Ref(s)      |
| ----------------------------------------- | ------------------------------------- | --------------------------------------------- | --------- | ----------- |
| Premis AACTA                              | Millor Pel·lícula                     | Martin Butler, Bentley Dean i Carolyn Johnson | Nominat   | [ 3 ]       |
| Premis AACTA                              | Millor Direcció                       | Martin Butler i Bentley Dean                  | Nominat   | [ 3 ]       |
| Premis AACTA                              | Millor Cinematografia                 | Bentley Dean                                  | Nominat   | [ 3 ]       |
| Premis AACTA                              | Millor Banda Sonora                   | Antony Partos                                 | Guanyador | [ 3 ]       |
| Premis AACTA                              | Millor So                             | James Ashton, Emma Bortignon i Martin Butler  | Nominat   | [ 3 ]       |
| Oscars                                    | Millor pel·lícula de parla no anglesa | Martin Butler i Bentley Dean                  | Pendent   | [ 4 ] [ 5 ] |
| African-American Film Critics Association | Millor Pel·lícula Estrangera          | Tanna                                         | Guanyador | [ 6 ]       |